# Charles J. Jenkins

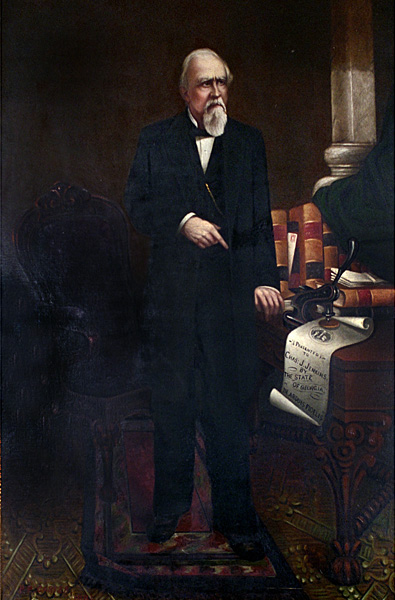
Charles J. Jenkins.

Charles Jones Jenkins, född 6 januari 1805 i Beaufort District (numera Beaufort County), South Carolina, död 14 juni 1883 i Augusta, Georgia, var en amerikansk politiker. Han var guvernör i Georgia i början av Rekonstruktionstiden 1865–1868. Före amerikanska inbördeskriget var han whig och som guvernör representerade han Demokratiska partiet. Han var motståndare till det fjortonde tillägget till USA:s konstitution som gav de före detta slavarna sitt medborgarskap.
Jenkins inledde 1826 sin karriär som advokat i Georgia, först öppnade han i Sandersville sin advokatpraktik som han tre år senare flyttade till Augusta. Han var en framgångsrik delstatspolitiker och tjänstgjorde som talman i delstatens representanthus under den tiden som Whig-partiet var i majoritet där.
Efter Whig-partiets nedgång gick Jenkins först med i Constitutional Union Party men fortsatte sedan som partilös i delstatens senat åren före inbördeskriget. Han ansåg att Georgia hade rätt till utträde ur USA men en provokation från nordstaternas sida borde först inträffa för att legitimera förfarandet. Då utträdet skedde år 1861 av Georgias eget initiativ, stödde han förfarandet i alla fall. Under krigstiden tjänstgjorde han som domare i Georgias högsta domstol.
Jenkins gick med i demokraterna och tillträdde som guvernör några månader efter inbördeskrigets slut den 14 december 1865. General John Pope avsatte Jenkins den 13 januari 1868 i och med att han inte samarbetade med planerna för ett konstitutionskonvent där både svarta och vita fick delta. Pope tillsatte ämbetet med en militärguvernör, Thomas H. Ruger, och Jenkins flydde från Georgia men återvände efter en kortare tid. Något politiskt ämbete innehade han inte längre med undantag för ordförandeskapet på Georgias konstitutionskonvent år 1877 där paragrafer om rassegregering stadfästes.
Jenkins kandiderade inte i presidentvalet i USA 1872 men han fick två röster i elektorskollegiets omröstning efter att Horace Greeley, en av huvudkandidaterna, hade avlidit efter själva valdagen.
Jenkins avled 1883 och gravsattes på Summerville Cemetery i Augusta. Jenkins County har fått sitt namn efter honom.